# Rubén Omar Sánchez
Rubén Omar Sánchez Compostella (Buenos Aires, 29 de julio de 1945), conocido por su apodo de «Loco», es un exfutbolista argentino que se desempeñaba en la posición de arquero.
Surgido de las inferiores del Club Atlético Boca Juniors, hizo su debut en la Primera División de Argentina en el año 1966. Con el «xeneize» conquistó un total de tres títulos.
Es el cuarto arquero con más presencias en la historia del «xeneize» al haber tenido 321 presencias en la institución, ubicándose detrás de Hugo "Loco" Gatti, "Mono" Navarro Montoya y Antonio Roma, respectivamente.
Fue suplente de Antonio Roma durante mucho tiempo, pero pudo afianzarse definitivamente en el año 1969, en donde fue titular indiscutido hasta el año 1975, siendo su sucesor en el arco el mencionado "Loco" Gatti.
Con la camiseta «xeneize» disputó contra River Plate clásicos memorables, entre los cuales se destaca el empate en 2 en El Monumental por el Nacional de 1969 (2 goles de Norberto Madurga) con el equipo de Alfredo Di Stéfano dando la vuelta olímpica. Otro Superclásico memorable fue el 4 a 0 también en El Monumental por el Metro '72 (Mané Ponce, autor de dos goles y Curioni, autor de dos goles restantes). 
Considerado un símbolo del arco de Boca Juniors en su historia, pasó a la posteridad como el arquero con más presencias de la cantera xeneize.
Se retiró del fútbol en Italia, más precisamente en el Terranova de la ciudad de Sicilia.
Fue internacional con la Selección de Argentina, con la cual disputó 28 encuentros y fue seleccionado un total de 65 veces. Fue convocado por César Luis Menotti al comienzo del proceso que concluyó con la primera Copa Mundial de fútbol ganada por Argentina, en 1978.

## Biografía
Surgido del Club Atlético Boca Juniors, en donde dio sus primeros pasos en el mundo del fútbol, se mantuvo en esa institución durante nueve años, debutando en el año 1966, en el «xeneize» acumuló los mayores éxitos de su carrera.
Conquistó un total de tres títulos con la institución.
Una vez retirado, se dedicó a formar arqueros para el Club Atlético Boca Juniors durante décadas.

### Boca Juniors

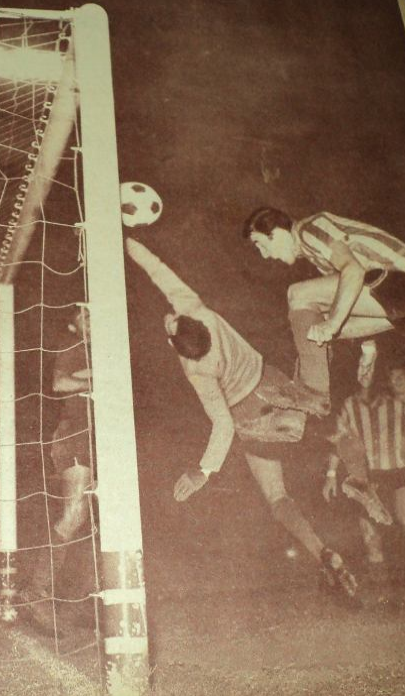
Atajando un cabezazo a Adolfo Bielli en un Boca Juniors-Rosario Central de 1968.

Debutó en la Primera División de Argentina el 21 de agosto de 1966 frente a River en el Monumental. 
Esa tarde promovieron a varios elementos de la tercera dado que la formación titular xeneize había viajado a Europa para disputar la CopaMohamed; tan es así que al equipo lo dirigió el "Nano" Gandulla, técnico de las inferiores. 
Ganó River 2 a 0 y Boca formó con Rubén Sánchez; Abel Pérez y Ovide; Raspo, Plá y Luis Más; Ponce, Madurga, Novello, Oviedo y Romero. El primer gol en la categoría se lo marcó Oscar Más a los 10' de la etapa inicial.
El último partido oficial defendiendo el arco boquense lo disputó el 17 de abril de 1975, también frente a River, por la 15.ª fecha
del Metropolitano. Esa noche, en la Bombonera, el DT. Rogelio Domínguez alistó a Sánchez; Pernía, Nicolau, Rogel y Tarantini;
Trobbiani (Benítez), García Cambón y Potente; Felman, Bailetti y Ferrero. Ganó River 2 a 1 y el último gol de su carrera en Boca se lo convirtió de tiro libre Norberto Alonso, a los 22' de ese partido.
En el Nacional de 1974 mantuvo la valla invicta durante 540'30. El último gol se lo había anotado Daniel Pedro Killer a los 63' del
encuentro que por la 3.ª fecha de ese campeonato, disputaron Boca (2) y Rosario Central (1) en Brandsen e Iberlucea. Recién en la 9.ª fecha volvieron a vulnerarlo: fue la "Pepona" Reinaldi a los 63'30 del partido jugado en el estadio del Barrio Jardín, Córdoba, en
el que Boca venció al local Belgrano por 2 a 1.
El 3 de noviembre de 1974 atajó para Boca en el clásico oficial número 100 de la historia del profesionalismo. Fue en Núñez por la 15.ª fecha del Nacional. El partido terminó 1 a 1 (Potente el gol de Boca; Mastrángelo el de River) y el equipo alineó a Sánchez; Pernía, Nicolau, Rogel y Tarantini; Benítez, Trobbiani y Potente; Letanú, García Cambón y
Ferrero.

### Selección Argentina
Convocado por Renato Cesarini, debutó en la Selección Nacional el 7 de junio de 1968 frente a Uruguay en cancha de River, con solo dos meses de titularidad en la Primera de Boca y 22 años de edad. Ingresó a los 31' del primer tiempo en reemplazo de Carlos Buttice, lesionado. Argentina ganó 2 a 0. 
Entre 1968 y 1973 jugó 12 encuentros más en la Selección Argentina (entre partidos internacionales y amistosos), con Edgardo Norberto Andrada, Agustín Mario Cejas, José Miguel Marin, Ubaldo Matildo Fillol y Agustín Enrique Irusta donde le marcaron 24 tantos fue el tercer arquero en la Copa Independencia Brasil 1972 con Juan José Pizzutti como entrenador con el primer arquero Daniel Alberto Carnevali y su primer arquero suplente Miguel Ángel Santoro. Además fue convocado a la selección mayor en ese lapso en otras 37 oportunidades para distintas giras por América, Europa y Asia. Integró el plantel que dirigido por Enrique Omar Sívori que clasificó en 1973 para el Mundial de Alemania del año siguiente. Su actuación más destacada en el equipo argentino la cumplió en 1971 frente al scratch brasileño, ganador del mundial de 1970. En el segundo partido jugado en River empataron 2 a 2, con tiempo suplementario de 30' incluido. Su performance mereció el reconocimiento unánime de la prensa local e internacional, aunque la Copa en juego quedó en poder del Campeón del Mundo. Dirigido por Juan José Pizutti, Argentina formó con Sánchez; Dominichi, Bargas, Laraignne y Heredia; Brindisi, Madurga y Pastoriza; Ayala, Bianchi y Fischer.
Detuvo 12 penales a lo largo de su carrera profesional, considerando solo partidos oficiales. El primero en Boca lo atajó el 30 de
junio de 1968 una semana después de la fatídica Puerta 12 en el Monumental, partido que también jugó  en la Bombonera, contra
Estudiantes de La Plata, por la 18.ª fecha del Metropolitano. Su ejecutor fue el "Bocha" Flores y Boca ganó 1 a 0. El último con los
colores xeneizes se lo sacó a Alberto de Jesús Benítez, de Bánfield, el 21 de julio de 1974 por la 1.ª fecha del Nacional. Esa tarde, jugando en la ribera, Boca se impuso 4 a 0.
En 21 años de carrera de 1963 a 1984 llegó a desmitificar como nadie aquello de que “a los ángulos rectos los arqueros no
llegan” ya que una de sus cualidades eran los tiros de ese estilo.
El ambiente del fútbol lo conoció por el apodo de “el Loco”, sin embargo en el arco y sus adyacencias era el sujeto más serio y
responsable del mundo; y en su vida de relación un ser extremadamente tímido.
Enemigo de posturas marketineras y declaraciones grandilocuentes (algunas de las cosas que lo diferenciaban de Antonio Roma y
de otros colegas de su puesto), jamás lo encandilaron las luces de las vidrieras, más bien todo lo contrario. 
En silencio se dedicó a trabajar el puesto bajo la atenta mirada del viejo y de sus técnicos de turno. 
Entre 1966 y 1975 jugó 214 partidos oficiales (la cifra asciende a 337 presentaciones con los colores del pueblo si se cuenta su actuación en amistosos y Copa Libertadores; además de 65 convocatorias a la Selección Argentina, donde atajó en 28 encuentros.
El repaso de sus conquistas en Boca dirá que salió campeón con la 4. división en 1964 y con la 3.ª en 1966; que su nombre se inscribió entre los ganadores de la Copa Argentina en 1969 y el Nacional de 1970 y que sus manos fueron cruciales y determinantes para consagrar al campeón Nacional de 1969, equipo que conducido por Alfredo Di Stéfano.

### Atlante
En julio de 1975 fue transferido al Atlante de México, donde jugó la temporada 1975 1976. Allí atajó 42 partidos, de los cuales su
equipo ganó 10, empató 16 y perdió los 16 restantes. Le convirtieron 49 goles.

### Lanús
En 1977 regresó al fútbol argentino y jugó para Lanús. Entre oficiales y amistosos atajó en esa entidad 53 partidos, ganando 15,
empatando 17 y perdiendo 21. Le marcaron 68 goles. Ese año el equipo granate perdió la categoría.

### Ferro Carril Oeste
Entre 1978 y 1980 atajó en Ferro Carril Oeste. El primer año lo hizo en la divisional "B" y los dos restantes en Primera. Incluyendo
oficiales y amistosos jugó 120 partidos en el club de Caballito, ganando 54, empatando 39 y perdiendo los restantes 27. En los 3 años le hicieron 157 goles.

### Newell's Old Boys
En 1981 atajó para Newell's Old Boys de Rosario. Jugó un total de 28 partidos, ganó 10, empató 10 y perdió 8. Sufrió 34 conquistas.
28/11/2016 Rubén Sánchez Página 2
https://web.archive.org/web/20101125210859/http://informexeneize.com.ar/ruben_sanchez_pagina_2.htm 2/3

### Racing de Trelew
En la segunda parte de ese año jugó el Regional para Rácing de Trellew; presentándose en 9 partidos, de los que ganó 5, empató 3
y perdió el restante. Le marcaron 12 goles.

### Gimnasia y Esgrima La Plata
Durante 1982 atajó en Primera "B" para Gimnasia y Esgrima de La Plata. Lo hizo en 26 partidos, ganando 13, empatando 9 y
perdiendo 4. Le anotaron 28 goles.

### Chaco For Ever
Cerró su trayectoria en el fútbol argentino en 1983 atajando para Chaco For Ever 4 partidos, de los cuales ganó 1, empató 1 y perdió 2 con 9 goles en contra.

### Terranova
Finalizó su carrera profesional en Italia durante la temporada 1983 1984 atajando en el Terranova de la ciudad de Sicilia. Allí jugó 15 partidos, ganó 3, empató 7 y perdió 5. Le hicieron 14 goles.

## Clubes
| Club                 | País      | Año       |
| -------------------- | --------- | --------- |
| Boca Juniors         | Argentina | 1966-1975 |
| Atlante              | México    | 1975-1976 |
| Lanús                | Argentina | 1977.     |
| Ferro Carril Oeste   | Argentina | 1978-1980 |
| Newell's Old Boys    | Argentina | 1981      |
| Gimnasia de La Plata | Argentina | 1982      |
| Chaco For Ever       | Argentina | 1983      |
| Terranova            | Italia    | 1984      |

En los años 1963 a 1965 hizo divisiones inferiores e integró el equipo reserva o B del Club Atlético Boca Juniors fue primer arquero suplente junto a Néstor Martin Errea como tercer arquero, Antonio Roma primer guardameta.
Osvaldo Mario Pérez nacido el día el 5 de marzo de 1942 o 15 de diciembre de 1945 que empezó atajando en Arsenal de Lavallol en el año 1963 del cual fue su cuarto arquero en las temporadas 1964 a 1966 con la azul y oro, siguió su campaña en Ferrocarril Oeste 1967 y 1968 y continuo atajando Once Caldas de Colombia en el segundo semestre de 1968 continuando su campaña en el Atlético Junior de Barranquilla  durante la temporada 1969 continuo atajando hasta el año 1971 y cerrando su campaña en el Quilmes Atlético Club año 1972.

## Palmarés

### Campeonatos nacionales
| Título           | Club         | País      | Año    |
| ---------------- | ------------ | --------- | ------ |
| Primera División | Boca Juniors | Argentina | N-1969 |
| Copa Argentina   | Boca Juniors | Argentina | 1969   |
| Primera División | Boca Juniors | Argentina | N-1970 |